# Grotella dis
Grotella dis là một loài bướm đêm thuộc chi Grotella, trong họ Noctuidae.Loài này được tìm thấy ở Bắc Mỹ, from the Argus mts. năm Kansas to North Mexico.